# 久野収
久野 収（くの おさむ、1910年〈明治43年〉6月10日 - 1999年〈平成11年〉2月9日）は、日本の哲学者、思想評論家。

## 経歴

### 生い立ち(戦前まで)
1910年、大阪府堺市生まれ。奈良県立五條中学校（現：奈良県立五條高等学校）、第五高等学校を経て、1934年京都帝国大学文学部哲学科卒業。京都帝国大学在学中の1933年、学生の立場で「滝川事件」に関わる。
大学卒業後は、中井正一らと共に1935年に雑誌『世界文化』にかかわる。1936年からは隔週刊新聞『土曜日』にかかわる。これら雑誌のようなマルクス主義とは一線を引いた、軍国主義反対のメディア刊行物の発行を行ってゆく。久野は一時期、中井正一宅に居候をしていて、先輩の中井を支えた。しかし、1937年に治安維持法違反で逮捕された（1939年に釈放）。1935年から1947年まで昭和高等商業学校（現：大阪経済大学）に職員・教員として勤務し、戦時下には勤労動員された学生たちを支えた。

### 戦後
戦後は、思想の科学研究会の主要メンバーとなり、60年安保反対闘争、ベトナムに平和を!市民連合などの思想的指導者として活動。学習院大学専任講師を長らく務め、その後教授になる。
風流夢譚事件が起きた際の思想の科学研究会の会長だった。1962年には、有限会社「思想の科学社」の初代社長に就任。雑誌『思想の科学』編集長も務めた。1993年には『週刊金曜日』の創刊にも関わり、死去するまで編集委員を務めた。

## 死後の関連事項
- 大阪府立中央図書館には久野の蔵書約2000冊が遺贈され、2005年2月には「久野収図書収蔵記念展」が催された。

## 活動内容・業績
- 体系だった著作や、いわゆる「主著」と呼ばれるものがないものの、多くの評論や対談などを通じて、戦後日本の政治思想や社会思想に大きな影響を与えた。「戦後民主主義」の形成に寄与した人物の一人である。
- 久野を理解するキーワードは「市民」であるといわれている。「政治的市民の復権」という書名が示すように、それは政治と無縁に生きる市民ではなく、状況と参画して生きる「市民」像であった。

## 久野に対する批判
林房雄から山田宗睦が1965年に刊行した『危険な思想家』に「ここには彼の血がほとばしっている」という「外科医的讃辞を書いている」推薦文を寄せたことを批判されており、竹内洋によると吉本隆明から山田や久野らは自分たちのネットワークを壊し孤立させようとしている学者を告発しているに過ぎないと批判されている。

## 著作

### 単著
- 『憲法の論理』みすず書房 1969、増補新版 筑摩叢書 1989
- 『久野収対話集・戦後の渦の中で 1-4』人文書院 1972-73
- 『平和の論理と戦争の論理』岩波書店 1972
- 『政治的市民の復権』潮選書 1975
- 『30年代の思想家たち』岩波書店 1976
- 『読書のなかの思想』三一新書 1976
- 『私の読書、私の書評』三一新書 1976
- 『現代国家批判』講談社学術文庫 1976
- 『権威主義国家の中で』筑摩書房 1976
- 『神は細部に宿りたまう』三一書房 1977
- 『歴史的理性批判序説』岩波書店 1977
- 『戦後民主主義』毎日新聞社 1979.9
- 『人間の自己創造』日本評論社 日評選書 1980.6
- 『日本遠近 ふだん着のパリ遊記』朝日選書 1983.6
- 『ファシズムの中の一九三〇年代』リブロポート 1986.8
- 『発言』晶文社 1987
- 『久野収対話史 1-2』マドラ出版 1988.2
- 『自由人権とナショナリズム』岩波ブックレット 1988.11
- 『展望』晶文社 1990
- 『市民主義の立場から』平凡社 1991.6
- 『久野収 世界を見つめる』自由国民社 1995
- 『市民主義の成立』春秋社 1996.6
- 『久野収集』全5巻 岩波書店 1998
- 『久野収セレクション』岩波現代文庫〈編／佐高信〉2010

### 共編著
- 『現代日本の思想―その五つの渦』鶴見俊輔、岩波新書 1956
- 『哲学の名著』毎日新聞社 1959
- 『戦後日本の思想』鶴見俊輔、藤田省三共著、中央公論社 1956、勁草書房 1966、講談社文庫 1976、岩波同時代ライブラリー 1995、岩波現代文庫 2010
- 『思想の科学事典』鶴見俊輔共編 勁草書房 1969
- 『現代への視角』松田道雄、五木寛之共著 三一新書 1972
- 『わが心のスペイン』五木寛之、斉藤孝共著 晶文社 1972
- 『思想のドラマトゥルギー』林達夫対談、平凡社 1974、のちライブラリー
- 『天皇制』論集 神島二郎共編 三一書房 1974
- 『人間・労働・技術』星野芳郎共著、三一新書 1977
- 『思想の折り返し点で』鶴見俊輔 朝日新聞社 1990、のち選書、岩波現代文庫
- 『回想の林達夫』日本エディタースクール出版部 1992.9
- 『久野収市民として哲学者として』高畠通敏聞き手 毎日新聞社 1995.9
- 『市民の精神 利を越えて理に生きる』佐高信共著 ダイヤモンド社 1995.1
- 『城山三郎と久野収の「平和論」』〈共著／城山三郎 編／佐高信〉七つ森書館 2009ISBN 9784822809898

## 翻訳
- 『平和の哲学』J.サマァヴィル、岩波書店 1953
- 『試練の現代文明』ジョン・サマヴィル、市井三郎共訳、みすず書房 1958
- 『歴史主義の貧困 社会科学の方法と実践』カール・ポパー、市井三郎共訳、中央公論社 1961
- 『階級意識とは何か』ヴィルヘルム・ライヒ、三一新書 1974
- 『哲学の社会的機能』マックス・ホルクハイマー、晶文社 1974
- 『人間-過去・現在・未来』ルイス・マンフォード、岩波新書 1978-84

### 関連図書
- 佐高信『面々授受 市民久野収の生き方』岩波書店 2003 ISBN 4000022601